# Coelogyne longirachis
Coelogyne longirachis är en orkidéart som beskrevs av Oakes Ames.
Coelogyne longirachis ingår i släktet Coelogyne och familjen orkidéer. Inga underarter finns listade i Catalogue of Life.